# Las Crónicas de Narnia
Las Crónicas de Narnia (título original en inglés: The Chronicles of Narnia) es una heptalogía de libros juveniles escrita por el escritor y profesor anglo-irlandés C. S. Lewis entre 1950 y 1956, e ilustrado, en su versión original, por Pauline Baynes. Relata las aventuras en Narnia, una tierra de fantasía y magia creada por el autor y poblada por animales parlantes y otras criaturas mitológicas que se ven envueltas en la eterna lucha entre el bien y el mal. Aslan, un legendario león creador del país de Narnia, se constituye como el auténtico protagonista de todos los relatos (si bien los cuatro hermanos Pevensie: Peter, Susan, Lucy y Edmund, aunque ausentes directamente en dos títulos, sirven de hilo conductor). La saga se considera un clásico de la literatura juvenil, es el trabajo más conocido del autor, ha vendido más de 100 millones de ejemplares y ha sido traducida a más de 41 idiomas. Se ha adaptado varias veces, completa o en parte, a la radio, la televisión, el cine y el teatro. Además de numerosos temas cristianos tradicionales, la serie toma los personajes y las ideas de la mitología griega y la mitología romana, así como de los cuentos de hadas tradicionales británicos e irlandeses.

## Etimología
Narnia es el nombre latino de la ciudad italiana de Narni, enclavada en las cercanías de Roma. La tradición cuenta que Lewis ya sintió predilección por este topónimo al encontrar la ciudad en un atlas cuando era niño. Lo cierto es que el escritor era gran conocedor de los clásicos latinos, lectura que le acompañó durante toda su juventud.
Para el nombre de sus personajes, las fuentes fueron muy diversas. Aslan, de este modo, es la denominación turca de "león". Por otro lado, el protagonista de El caballo y el muchacho, Shasta, recibe el nombre de un grupo de tribus indígenas del norte de California, las cuales dieron origen a la denominación de numerosos topónimos en la región. Cair Paravel, el majestuoso castillo donde gobiernan los legítimos Reyes y Reinas de Narnia, significa literalmente "Pequeña Corte" (en inglés antiguo, cair significa "corte", y paravel  significa "pequeña")

## Los siete libros
El universo de Narnia es una ficción creada por C.S. Lewis basada en hechos bíblicos y mitos irlandeses. Su legado se reparte en una serie de libros que comenzaron a publicarse en 1950.
El león, la bruja y el armario se publicó por primera vez en 1950, pero C.S. Lewis empezó a reconstruir la historia mucho antes. Los cuentos de los antiguos mitos irlandeses siempre le fascinaron, y cuando tenía dieciséis años, se imaginó la imagen de un fauno que llevaba un paraguas y unos paquetes en un bosque cubierto de nieve. Años más tarde, durante la Segunda Guerra Mundial, cuatro niños se quedaron con Lewis en su casa de campo, lo que promovió su imaginación de nuevo. No mucho después, él comenzó a escribir la historia que se convertiría en El león, la bruja y el armario. 
Lewis ha incorporado a lo largo de sus libros las criaturas de los mitos con sus propios recuerdos, como la del viejo armario de su infancia. Luego la imagen de Aslan vino a él.
Después de haber sido ilustrado por Pauline Baynes, El león, la bruja y el armario se publicó con gran éxito. Con tantas historias que contar acerca de Narnia y sus inolvidables personajes, Lewis escribió seis libros más. Publicado en 1956, La última batalla se adjudicó la medalla de Carnegie (Inglaterra) del más alto honor para la literatura infantil.
A continuación se presentan los libros en el orden en que fueron publicados originalmente. Son el trabajo más popular de C.S. Lewis, habiendo vendido más de 100 millones de copias en 41 idiomas alrededor del mundo y siendo algunos de los libros más leídos en todo el mundo dentro de la categoría de literatura infantil y juvenil. La saga ha estado en continua publicación desde 1950, en diferentes editoriales a nivel mundial. 

### El león, la bruja y el armario
Reseña del libro
"Narnia: un mundo congelado; una tierra que aguarda su liberación."
Cuatro niños descubren un armario que les sirve de puerta de acceso a Narnia, un país congelado en un invierno eterno y sin Navidad. Entonces, cumpliendo con las viejas profecías, los niños (junto con el león Aslan) serán encargados de liberar al reino de la tiranía de la Bruja Blanca (Reina Jadis como se presenta mejor en el libro El Sobrino del Mago) y recuperar el verano, la luz y la alegría para todos los habitantes de Narnia.
Información
Terminado en la primavera boreal de 1949 y publicado en 1950, El león, la bruja y el armario presenta la historia de cuatro niños (Peter, Susan, Edmund y Lucy Pevensie) que a través de un armario mágico, descubren el camino a la mágica, maravillosa, y alguna vez pacífica tierra de Narnia. Este armario mágico se encuentra en la casa del profesor Kirke, que en El Sobrino del Mago se revela que él estuvo y fue el primero en descubrir y ver la fundación de Narnia. 
Una vez dentro de Narnia (lugar donde hace ya cien años se encuentra en un invierno eterno sin Navidad, debido a la malvada Bruja Blanca), los cuatro hermanos conocen al gran león Aslan y toman parte en la batalla para derrotar a los poderes glaciales de Jadis (la Bruja Blanca) para siempre. Hasta poder liberar Narnia, se desata una guerra entre la Bruja Blanca y entre los que creen en la verdad, en Aslan (el verdadero Rey), y en los reyes Peter, Susan, Edmund y Lucy. Así, los niños (con la ayuda de Aslan) liberarán a Narnia de la tiranía de la bruja y llegarán a convertirse en los más grandes soberanos de aquel maravilloso mundo, y su reinado será la etapa más feliz en la tierra de Narnia: La Edad Dorada de Narnia.
Un día, al salir de caza, los reyes llegan al lugar por donde llegaron a ese mundo y regresan al suyo. Allí comprueban que siguen siendo niños y que el tiempo en Narnia es muy diferente al de nuestro mundo. Mientras ellos pasaron 15 años en Narnia, en nuestro mundo no pasó ni un minuto.

### El príncipe Caspian
Fue empezado y terminado en 1949 (cuando C.S. Lewis tenía 51 años de edad). Fue publicado dos años después, en 1951.
Reseña del libro
Un príncipe, al que se le ha negado el trono (que es legítimamente suyo), reúne un ejército en un intento desesperado de librar a su país de un rey desleal. Pero al final, es un combate de honor entre dos hombres solos lo que decidirá el destino de todo un mundo.
Información
Terminado en otoño boreal de 1949 y publicado en 1951, El príncipe Caspian nos cuenta la historia del segundo viaje a Narnia de los hermanos Pevensie, en el cual descubren que, aunque en nuestro mundo solo pasó un año, en el de Narnia pasaron 1300. Al volver, se enteran de que el malvado rey Miraz de Telmar ha tomado control de Narnia. Su ley parece que ha logrado la aniquilación de todas las criaturas mágicas de Narnia, pero todavía quedan muchas escondidas. Los cuatro niños ayudan al joven Caspian a organizar su ejército de bestias parlantes y, con la ayuda del gran león Aslan, Narnia es liberada una vez más del mal. En el momento en que los niños vuelven a nuestro mundo, se da a conocer que los hermanos mayores (Peter y Susan) no regresarán más a Narnia, porque ya no son niños y han aprendido todo lo que debían.

### La travesía del Viajero del Alba
Fue empezado en 1949 (cuando C.S. Lewis tenía 51 años de edad) y terminado en 1950. Fue finalmente publicado en 1952.
Reseña del libro
Un rey y unos inesperados compañeros de viaje emprenden una travesía que los llevará más allá de toda tierra conocida. A medida que navegan por mares que no aparecen en los mapas, descubren que su misión es más arriesgada de lo que habían imaginado, y que el fin del mundo es, en realidad, el umbral de una tierra incógnita.
Información
Terminado  en 1950 y publicado en 1952, La Travesía del Viajero del Alba narra el regreso de Edmund y Lucy Pevensie, acompañados por su molesto primo Eustace, a Narnia. Una vez allí, acompañan al ahora rey Caspian X y al fiel ratón Reepicheep en un viaje a través del mar, para encontrar a los siete lores que fueron desterrados cuando Miraz, el malvado tío de Caspian, usurpó el trono. Este largo viaje les trae a cara muchas maravillas y peligros en islas desconocidas, como su salida hacia el país de Aslan al final del mundo. Al final, Lucy y Edmund Pevensie descubren que no volverán nunca más a Narnia, como ya pasó con sus dos hermanos mayores (Susan y Peter); aunque su primo Eustace sí volverá una vez más, según lo narrado en La silla de plata.

### La silla de plata
Fue empezado en 1950 (cuando C.S. Lewis tenía 52 años de edad) y terminado en 1951, siendo publicado finalmente en 1953.
Reseña del libro
A través de peligros inauditos, y cavernas profundas y oscuras, marcha una noble banda de amigos al rescate de un príncipe cautivo. Sin embargo, su misión en las Tierras Inferiores los lleva a enfrentarse cara a cara con una maldad más hermosa y letal de lo que habrían esperado encontrar jamás.
Información
Terminado en la primavera boreal de 1951 y publicado en 1953, La silla de plata es el primer libro sin los hermanos Pevensie. Esta vez, Aslan llama a Eustace de regreso a Narnia, junto con su compañera de clases Jill Pole. Aslan proporciona a Jill cuatro claves cruciales para encontrar al príncipe Rilian, hijo de Caspian, que está desaparecido. Sin embargo, en las aventuras del viaje van olvidándose de las pistas. Eustace y Jill, junto a su nuevo amigo Charcosombrío o Barroquejón, se enfrentan a muchos peligros (como gigantes y un mundo subterráneo) antes de encontrar a Rilian y liberarlo del hechizo de una bruja capaz de convertirse en serpiente y que mató a la Hija de Ramandu Reina de Narnia. 
Cronológicamente, estos hechos ocurrieron en el año 2756 de Narnia.

### El caballo y su niño
Titulado El caballo y su niño o El caballo y el muchacho.
Fue empezado en 1950 (cuando C.S. Lewis tenía 52 años de edad), terminado en 1951, y publicado en 1954.
Reseña del libro
Dos fugitivos se encuentran en un viaje desesperado y, con la ayuda de Aslan, unen sus fuerzas no solo para huir, sino también para evitar la conspiración que pretende arrebatar el país y los territorios circundantes al rey de Archenland. Pero una batalla terrible decidirá su destino y también el de Narnia.
Información
Terminado en la primavera boreal de 1950 y publicado en 1954, relata la historia de Bree, un caballo parlante, y Shasta, un chico que vivía en Calormen, un reino al sur de Narnia. El día que se conocen, deciden regresar a Narnia y recuperar su libertad. En el camino conocen a la tarkina Aravis y a su yegua Hwin, las cuales lo acompañaron. En su viaje descubren que los calormenos planean invadir Narnia y empieza la alarma de una posible guerra. Esta crónica se desarrolla durante el reinado de los hermanos Pevensie como reyes y reinas de Narnia (la Edad Dorada), quienes derrotan a los invasores. Al final Shasta descubre que es el hijo del rey de Archenland, y su verdadero nombre es Cor. Aslan convierte al príncipe calormeno enemigo en un burro por su idiosincrasia e hipocresía, por sus malas palabrerías, y sobre todo, por no creer en él.

### El sobrino del mago
Fue empezado en 1951 (cuando C.S. Lewis tenía 53 años de edad), terminado en 1954, y publicado en 1955.
Reseña del libro
Dos amigos, víctimas del poder de unos anillos mágicos, son arrojados a otro mundo en el que una malvada hechicera intenta convertirlos en sus esclavos. Pero entonces aparece Aslan, y con su canción va hilando el tejido de un nuevo mundo que recibirá el nombre de Narnia.
Información
Terminado en el invierno boreal de 1954 y publicado en 1955, El sobrino del mago narra los principios del mundo de Narnia cuando dos niños, Digory y Polly, son llevados mágicamente a través de unos anillos mágicos creados por el tío Andrew (tío de Digory), que se declaraba a sí mismo como mago. Por medio de los anillos llegan a un bosque, donde hay charcas de agua que llevan a diferentes mundos. Tras conocer el final del extraño mundo de Charn, despiertan involuntariamente a Jadis, la Bruja Blanca, quien se las ingenia para ir con ellos al bosque. Al entrar en un mundo donde solo había oscuridad, ellos ven el proceso de la creación de Narnia que empieza con una dulce canción de Aslan, el león.

### La última batalla
Fue empezado en 1952 (cuando C.S. Lewis tenía 54 años de edad), terminado en 1953, y finalmente publicado en 1956.
Reseña del libro
Durante los últimos días de Narnia, el país se enfrenta a su desafío más cruel; no se trata de un invasor externo, sino de un enemigo interno. Mentiras y traición han echado raíces, y únicamente el rey y un grupo reducido de seguidores leales pueden impedir la destrucción de todo.
Información
Terminado en la primavera boreal de 1953 y publicado en 1956, La última batalla, ganador de la Medalla Carnegie (Carnegie Medal), es la crónica del fin del mundo de Narnia. Digory, Polly, Jill, Eustace, Edmund, Lucy y Peter regresan a Narnia para salvarla de los invasores y también de un falso Aslan. Susan no regresa, ya que ahora solo le interesan los cosméticos, novios y cosas de chicas. Los protagonistas llegan a Narnia al sufrir un accidente en el que mueren. Pero Susan, al no ir con ellos, no muere, y puede que esa sea la razón más importante de que no haya llegado a Narnia (aunque Aslan les dice que allí o al País de las Sombras es donde van todos los muertos). En realidad, Narnia nunca tiene fin, pues la Narnia que creían real no era más que una copia de la verdadera. Por lo tanto Narnia nunca acaba; al contrario, es el comienzo de la historia de la verdadera Narnia, llamada: "La Nueva Narnia".

## Orden de lectura
Más arriba, se daba el orden de publicación de los siete libros de la saga. No obstante, la mayor parte de las ediciones actuales ordenan los libros según la cronología de su narración, quedando primero El sobrino del mago (1955) (el cual cuenta la creación de Narnia), y siguiéndoles El león, la bruja y el armario (1950), El caballo y el muchacho (1954), El príncipe Caspian (1951), La travesía del Viajero del Alba (1952), La silla de plata (1953) y La última batalla (1956).
Existen dos versiones de algunos de los libros; sin embargo, las adaptaciones más conocidas son los siete libros que se venden actualmente en todo el mundo.

El orden anterior (orden cronológico) responde a una carta que Lewis recibió en 1957 remitida por un niño estadounidense: Laurence Krieg. En ella, el niño le comentaba la discusión que mantenía con su madre sobre el mejor método de lectura de Las crónicas de Narnia. Según su madre, se debía respetar el orden de publicación, pero Laurence era más partidario de hacerlo según la cronología de los hechos narrados. Lewis le respondió en otra carta, argumentando: 
"Creo que estoy más de acuerdo con tu orden de lectura que con el de tu madre. La serie no fue planteada desde un principio como ella piensa. Cuando escribí El león, la bruja y el armario, nunca pensé que escribiría más. Luego escribí El príncipe Caspian como una secuela, y seguí sin creer que habría más libros. Y cuando terminé La travesía del Viajero del Alba, estaba convencido de que sería el último. Pero me di cuenta de que estaba equivocado. Tal vez no importe demasiado en qué orden sean leídos. De hecho, no estoy del todo seguro de que los otros libros fueran escritos en el mismo orden en que fueron publicados".
La carta fue usada por el hijastro de Lewis, Douglas Gresham, para sugerir a HarperCollins otra ordenación de los libros. Desde entonces, las diferentes editoriales empezaron a enumerarlos de esta manera, tradición que aún se mantiene en la actualidad.
Sin embargo, existen otras ediciones que reivindican la lectura según su publicación, al perderse ciertas sorpresas como el origen del emblemático farol que recibe a los protagonistas en El león, la bruja y el armario, y que es revelado en El sobrino del mago.
| Orden de publicación                       | Orden cronológico                   |
| ------------------------------------------ | ----------------------------------- |
| 1. El león, la bruja y el armario (1950)   | 1. El sobrino del mago              |
| 2. El príncipe Caspian (1951)              | 2. El león, la bruja y el armario   |
| 3. La travesía del Viajero del Alba (1952) | 3. El caballo y el muchacho         |
| 4. La silla de plata (1953)                | 4. El príncipe Caspian              |
| 5. El caballo y el muchacho (1954)         | 5. La travesía del Viajero del Alba |
| 6. El sobrino del mago (1955)              | 6. La silla de plata                |
| 7. La última batalla (1956)                | 7. La última batalla                |

## El mundo de Narnia
La saga de Las Crónicas de Narnia se desarrolla principalmente en el mundo de Narnia, creado por Aslan. Este mundo a su vez se divide en varios territorios, en los que cabe destacar: Narnia (en sí), Archenland, Calormen, y las Tierras Salvajes del Norte. También es importante mencionar sus accidentes geográficos:
- Un extenso desierto al sur.
- Dos cadenas montañosas principales al norte y al sur. Desde la cadena montañosa del norte empieza a correr un río (conocido como Gran Río) que desemboca en el Océano Oriental.
- Ciudades bajo tierra e islas en el Océano Oriental poco conocidas.

Telmar supuestamente está ubicado en las tierras del Oeste (de las cuales solo se sabe que presentan montañas).

### Criaturas de Narnia
Narnia está habitada por variedades de diferentes especies de seres relacionados con antiguas mitologías (tales como la griega y la romana, o como las antiguas historias originarias de Irlanda e Inglaterra, como "cuentos de hadas"). Algunas de estas criaturas son: 
- Humanos.
- Animales normales (tales como osos, ardillas, pájaros, peces, etc.)
- Animales parlantes (tales como osos, pájaros, caballos, etc.)
- Seres mitológicos (tales como faunos, dragones, náyades, dríades, meneos de la Marisma, brujas, enanos, centauros, minotauros, gigantes, gnomos, fénix, etc.)

Algunas criaturas son pertenecientes al bien, mientras que otras son pertenecientes al mal. Pero todas influyen de una forma u otra en las diferentes historias; algunas con mayor protagonismo que otras.

## Métodos para entrar a Narnia
En toda la saga de "Las Crónicas de Narnia", los diferentes personajes (Peter, Edmund, Susan, Lucy, Eustace, Jill, Digory y Polly) pasan de nuestro mundo al de Narnia mediante diferentes métodos; algunos a propósito y otros sin quererlo.
Los siguientes son los métodos mediante los cuales los personajes lograron entrar a Narnia:

### Los anillos mágicos del tío Andrew Ketterley
En El sobrino del mago, el tío Andrew fabricó unos pares de anillos verdes y amarillos con lo que él llamaba "polvo de hada" o "polvo de la Atlántida", con los que creía que podría viajar a otro mundo (y no estaba muy equivocado). El tío Andrew obligó a Digory (su sobrino) y a Polly (amiga de Digory) a usarlos, para poder comprobar que funcionaban. Al utilizarlos, Digory y Polly llegaron a lo que luego llamaron el Bosque entre los mundos, un bosque tranquilo y silencioso en donde se encontraban diferentes charcas: cada una llevaba a un mundo diferente. Luego de viajar al mundo de Charn, van a lo que luego sería Narnia, donde ven a un león (Aslan) que cantaba y creaba a dicho mundo, dándole vida y habla a la mayoría de los animales.

### El armario en la habitación
En El león, la bruja y el armario, Lucy, jugando a las escondidas en la casa del profesor Kirke con sus hermanos en un día lluvioso, entró en una habitación donde encontró un hermoso armario antiguo. Lucy utilizó ese armario tres veces para acceder a Narnia. Sus hermanos Edmund, Susan y Peter, también lo utilizan para viajar entre un mundo y otro.
Este armario estaba hecho con la madera de un manzano que fue sembrado por Digory, el primer ser humano que entró a Narnia, con el corazón de una manzana mágica traída desde Narnia, que sirvió para curar a su madre. Por eso el armario siempre guardó cierta conexión con el lugar de donde venía su madera.

### La cueva en la isla
En El príncipe Caspian se da a conocer que los piratas, antepasados de los telmarinos, llegaron a Narnia a través de una cueva en una isla, por donde se refugiaron los piratas que después de entrar en el reino de Narnia habitarían la tierra de Telmar.

### El cuerno mágico de la Reina Susan
No es en sí un portal, pero fue usado en El príncipe Caspian cuando él mismo escapaba de los soldados telmarinos que lo querían matar por órdenes de su tío Miraz. De esta manera, llamó a los cuatro hermanos Pevensie (los cuales se encontraban en una parada de trenes de Londres) de vuelta al mundo de Narnia.
Caspian lo utilizó en un momento de urgencia, llamando así a los antiguos Reyes y Reinas de Narnia.

### La pintura en casa de los Clarence
En La travesía del Viajero del Alba, esta pintura muestra a un barco de Narnia navegando en un mar de grandes olas. Los padres de Eustace, como este mismo, la encontraban demasiado fantasiosa, por lo que decidieron colocarla en un lugar poco visitado: la habitación de invitados. Lucy y Edmund apreciaban mucho esa pintura, y en una visita que los mismos le hicieron a su primo Eustace, los tres discutían sobre la pintura frente a la misma, cuando de ella salió una gran ola que arrastró a los tres primos hacia el mundo de Narnia.

### La puerta oculta detrás del gimnasio
En La silla de plata, después de que Eustace encontrase a Jill sollozando detrás del gimnasio, intentó consolarla hablándole de Narnia y de Aslan. Al final, los dos decidieron visitar el mundo mágico, y Eustace le pidió a Aslan que los llevase, sin ocurrir nada en ese momento.
Luego, los "chicos malos" buscaban a Jill, por lo que los dos nuevos amigos decidieron esconderse. Se metieron entre los laureles y comenzaron a caminar entre ellos, buscando una puerta que se encontraba al final de los mismos. Cuando llegaron, abrieron la puerta, pero se encontraron con algo que ninguno de los dos esperaba: estaban frente a Narnia.

### El accidente en la estación de trenes
En La última batalla, los primeros en llegar a Narnia son Eustace y Jill. Poco después llegan Peter, Edmund, Lucy, Digory y Polly. Estos últimos pensaban volver a Narnia por los antiguos anillos mágicos creados por el tío Andrew, pero al subir al tren junto a los demás, algo extraño sucede: el tren se sale de las vías y cae a un costado. Pero en realidad, el accidente los conduce al mundo de Narnia, en donde Aslan los esperaba.

## Influencias en la saga

### Vida de Lewis
Las primeras etapas de la vida de Lewis tienen ecos en Las Crónicas de Narnia. Nacido en Belfast, Irlanda del Norte, en 1896, Lewis se trasladó con su familia a una casa grande en las afueras de la ciudad cuando tenía siete años. La casa tenía largos pasillos y salas vacías, y Lewis y su hermano imaginaban que había otros mundos mientras exploraban la casa. Al igual que Caspian y Rilian, Lewis perdió a su madre a una edad temprana. Lewis también pasó gran parte de su juventud en Centros de Información Profesional Inglesa, que también se correlaciona con la educación de los Pevensie. Durante la Segunda Guerra Mundial, muchos niños fueron evacuados de Londres a causa de ataques aéreos. Durante este tiempo, algunos de estos niños, entre ellos una chica llamada Lucy, se quedaron con Lewis en su casa de Oxford, al igual que los Pevensie cuando se quedaron con el profesor Digory.

### Inklings
Lewis fue el principal miembro de los Inklings, un grupo informal de discusión literaria en Oxford del cual en diversas ocasiones formaron parte los escritores J. R. R. Tolkien, Charles Williams, Roger Lancelyn Green y W. H. Lewis (hermano de C. S. Lewis). Lecturas y debates de obras inconclusas de los miembros, fueron algunas de las principales actividades del grupo cuando se reunían (por lo general) los jueves por la noche, en la habitación de Lewis en la Universidad. Se cree que algunas de las historias de Narnia han sido leídas a los Inklings para su reconocimiento y observación.

### Influencias mitológicas
La fauna de la serie se inspira tanto de la mitología griega como en la mitología nórdica. Por ejemplo, los centauros se originaron en el mito griego, y los enanos tienen orígenes en el mito nórdico. 
Drew Trotter, presidente del Centro de estudio Cristiano Evangélico, señaló que los productores de la versión cinematográfica de Las Crónicas de Narnia consideraron que la saga sigue de cerca el arquetipo del patrón mitológico como se detalla en "El héroe de los mil Rostros", por Joseph Campbell.[cita requerida]
Una reciente tesis afirma que cada crónica corresponde a uno de los siete planetas de la cosmología medieval (como en el modelo ptolemaico), al igual que la presentación de Aslan en cada historia. Esta idea es similar a la influencia de la astrología medieval en la lengua y la literatura. La teoría, avanzada por Michael Ward, ha ganado rápidamente la aceptación de académicos compañeros de Lewis, como Walter Hooper, Alan Jacobs, y Derek Brewer.[cita requerida]

### Nombre
El origen del nombre "Narnia" es incierto. Según el compañero de C. S. Lewis, Paul Ford, no hay indicios de que él se haya aludido a la antigua ciudad de Nequinium, Umbría, rebautizada como Narni al ser conquistada por los romanos en el 299 a. C. Sin embargo, ya que Lewis estudió los clásicos en Oxford, es posible que él haya encontrado por lo menos algunas de las siete más o menos referencias a Narnia en la literatura latina. También existe la posibilidad (sin pruebas sólidas) de que Lewis, que estudió la literatura medieval y renacentista, es consciente de una referencia a "Lucía von Narnia" ("Lucy de Narnia") en un texto en lengua alemana, "Wunderliche Geschichten von geistlichen Weybbildern" ("Maravillosas historias de mujeres monásticas"). No hay pruebas de un vínculo con el élfico sindarin de Tolkien, en la que aparece la palabra "Narn" en sentido de establecer una narrativa o poética, como en su póstumo publicado "Narn i Chîn Húrin" (aunque Lewis pudo haber leído o escuchado partes de este en las reuniones de los Inklings).

## Controversias
La saga ha tenido muchas controversias a lo largo de los años. Las siguientes son algunas de las mismas:

### Controversia sobre Susan Pevensie
El personaje de Susan Pevensie siempre había aparecido en los libros anteriores como la hermana más madura, práctica, y a veces escéptica respecto al mundo de Narnia. La crítica sobre el personaje aumentó notablemente después de la publicación del último libro de la saga: La última batalla, en el cual no aparece Susan. El final del libro es una alegoría de la venida del Mesías (Aslan) y de un nuevo mundo (nueva Narnia). En esta nueva Narnia entran diversos personajes aparecidos en los libros anteriores (Digory, Polly, Cor, Caspian X, Eustace, Jill, Tumnus, Reepicheep, etc.), incluyendo a la mayoría de los hermanos Pevensie (Peter, Edmund, Lucy) y dejando de lado a Susan, quien aparentemente "ya no es amiga de Narnia", como dice un fragmento del libro:
"No longer a friend of Narnia and interested in nothing nowadays except lipstick, nylons and invitations".
("Ya no es una amiga de Narnia. Sólo está interesada en pintalabios, medias de nailon e invitaciones")
Así, Susan no entra en la verdadera Narnia al final de la serie. Sin embargo, queda en cuestión si su ausencia es permanente o no, especialmente desde que Lewis indicara que «Los libros no nos dicen qué sucedió con Susan. Queda viva en este mundo al final, como una mujer joven, algo tonta y superficial. Pero tiene mucho tiempo para pensar y reparar sus errores, o quizás al final ella consiga entrar también en el país de Aslan por su propio camino». (tomado de "Lewis: Cartas a los niños, 22 de enero de 1957, a Martin").

### Controversia sobre Calormen
Otra controversia se presenta en el libro El caballo y el muchacho, en el cual se hace referencia a un reino llamado Calormen con características notoriamente árabes. En este libro, los calormenos son presentados de manera algo despectiva y como adoradores de un "falso dios", Tash, que de algún modo hace alegoría a una rivalidad entre el cristianismo y el islam.

### Controversia sobre el cristianismo
Mucho se ha debatido acerca de que si la trama de la serie tiene un mensaje bíblico, o si todo lo que se ha tejido en torno a su simbología es una mera casualidad.
Una carta inédita del autor de estos libros revela la evidencia clara y contundente del mensaje que él quiso plasmar en Las Crónicas de Narnia. Esta carta, con fecha del año 1961, fue enviada por C. S. Lewis a un niño que leía sus historias, y que nos indica que el autor quiso representar en forma figurada a Dios con el místico león Aslan. En ella afirma que “Toda la historia de Narnia se refiere a Cristo”.
La carta ha sido divulgada por Walter Hooper, quien fue secretario de Lewis y se convirtió en su biógrafo. La misma viene a traer luz al debate que se ha suscitado, puesto que los cristianos explican el mensaje de la película con la obra de Cristo, mientras que el mundo secular alega que es una historia como cualquiera, aceptando la misma pero no el significado cristiano.
En esta misma carta, Lewis dice: "Supongamos que existiese un mundo como Narnia, y supongamos que Cristo quisiese ir a ese mundo y salvarlo (como lo hizo por nosotros). ¿Qué pasaría entonces?" El mismo Lewis contesta a esta pregunta diciendo: "Pues las crónicas son mi respuesta. Como Narnia es un mundo de bestias que hablan, pensé en encarnarlo como una bestia que habla. Le di forma de león porque se supone que el león es el rey de las bestias, y Cristo es el León de Judá mencionado en la Biblia."
Los libros y películas de la franquicia han sido ampliamente elogiados por grupos cristianos, y se han descrito como excelentes herramientas para evangelizar.

## Influencia posterior
Las Crónicas de Narnia influyeron notablemente en la producción literaria infantil posterior, hasta el punto de que un lector actual fácilmente cree estar leyendo algo que ya conoce, por lo que deben ser consideradas desde un principio como un clásico.
Destacan declaraciones como las de la autora de la serie Harry Potter, J. K. Rowling, que reconoció públicamente su inspiración en la saga narniana. Así lo demuestra en los muchos de los seres mágicos de su mundo, y en el propio hecho de contar con un plan de publicación de siete libros. En una entrevista, Rowling declaró que cuando escribió el paso de Harry Potter a través de los andenes 9 y 10 (andén 9 y 3/4) de la estación de Kings Cross, pensó en el armario que conduce a los protagonistas a la tierra de Narnia. A la vez, el personaje de Cedric Diggory fue inventado del personaje de Digory Kirke debido al apellido y a su nombre (repárese en que Cedric es bastante similar a Kirke, con las letras cambiadas).
En la serie LOST, se hacen dos referencias a Narnia, la primera es el personaje de Charlotte Staples Lewis, el nombre es en alusión a C. S. Lewis. la segunda es El Faro, la cual es una estación Dharma para indicar las coordenadas de la Isla. El Faro en Narnia marcó la entrada y la salida de ese mundo.

## Publicación en español
Los siete libros de Las Crónicas de Narnia han sido publicados en español por diversas editoriales, siendo la Editorial Andrés Bello la que más intensamente difundió los libros (previamente a la película) al poseer sus derechos en toda Hispanoamérica y España. Estos libros contaban con ilustraciones de Alicia Silva Encina, y eran acompañados por comentarios de Ana María Larraín, además de estar editados en el orden de publicación original.
Adicional a esto, la editorial chilena Andrés Bello publicó en español los libros relacionados con las crónicas, tales como El libro de los narnianos, Cartas de C. S. Lewis a los niños, y la novela gráfica ilustrada por Robin Lawrie de El León, la bruja y el armario. Debido a la poca aceptación de este último, nunca se llegó a publicar en español la otra obra de la heptalogía ilustrada por Lawrie, El sobrino del mago.
Para aprovechar la publicidad de la película, Andrés Bello lanzó una versión remozada de sus libros tapa blanda con dibujos originales de Pauline Baynes, con las portadas de HarperCollins, y sin los comentarios de Ana María Larraín.
Las Crónicas de Narnia estaban publicadas en España por Alfaguara (editorial del Grupo Santillana), con sucesivas reimpresiones desde 1987 a 1995 (El León, la bruja y el armario tiene ISBN 84-204-4866-4). Esta edición se realizó en el orden sugerido por C. S. Lewis, y contiene las ilustraciones originales de Pauline Baynes (tanto en la portada como en el interior), y la traducción de Salustiano Masó. Los títulos de los libros son: El sobrino del mago; The Lion, the Witch and the Wardrobe; El caballo y su jinete; El príncipe Caspian; El viaje del Amanecer; El sillón de plata; y La última batalla.
Recientemente, en 2005, Destino Joven (Ediciones Destino) republicó los libros en tapa dura, con las portadas de la última edición de la editorial americana HarperCollins, las ilustraciones originales de Pauline Baynes y una nueva traducción de Gemma Gallart. La colección viene con el orden de publicación sugerido por C. S. Lewis. Los títulos en español son algo diferentes, además de mantener los nombres de los protagonistas en inglés, al contrario de la edición de Andrés Bello, que los tradujo al español. De este modo, El León, la bruja y el ropero pasó a ser El León, la bruja y el armario, El caballo y su niño se convirtió en El caballo y el muchacho, y La travesía del Explorador del Amanecer es ahora conocido como La travesía del Viajero del Alba.

## Adaptaciones cinematográficas
Adaptaciones cinematográficas realizadas de Las Crónicas de Narnia:
1. 1979: The Lion, the Witch and the Wardrobe (Animación). Dirigida por Bill Meléndez. En esta película los nombres propios están traducidos, unos literalmente y otros más libremente.
2. 1988: BBC's The Chronicles of Narnia: The Lion, the Witch, and the Wardrobe. Dirigida por Marylin Fox.
3. 1989: BBC's The Chronicles of Narnia: Prince Caspian and The Voyage of the Dawn Treader. Dirigida por Alex Kirby.
4. 1990: BBC's The Chronicles of Narnia: The Silver Chair. Dirigida por Alex Kirby.
5. 2005: The Lion, the Witch and the Wardrobe (El león, la bruja y el ropero en Hispanoamérica y El león, la bruja y el armario en España). Dirigida por Andrew Adamson. Producida por Walt Disney Pictures y Walden Media.
6. 2008: El príncipe Caspian. Dirigida por Andrew Adamson. Producida por Walt Disney Pictures y Walden Media.
7. 2010: La travesía del Viajero del Alba. Dirigida por Michael Apted. Producida por 20th Century Fox y Walden Media.

### El león, la bruja y el armario (2005)
Se estrenó el 7 de diciembre de 2005, producida por Walt Disney Pictures y Walden Media. El coproductor de la cinta es el hijastro de C. S. Lewis, Douglas Gresham. Fue dirigida por Andrew Adamson y guionizada por él mismo junto a Christopher Markus, Stephen McFeely y Ann Peacock.
El reparto estaba formado por: Georgie Henley, William Moseley, Skandar Keynes, Anna Popplewell, Tilda Swinton, Rupert Everett, Dawn French, James McAvoy, Shane Rangi, Patrick Kake, Elizabeth Hawthorne, Kiran Shah, James Cosmo, Judy McIntosh, Sala Baker, Rachael Henley, Mark Wells, Sophie Winkleman y Noah Huntley.
La historia narra las aventuras de cuatro hermanos: Lucy, Edmund, Susan y Peter, que durante la Segunda Guerra Mundial descubren el mundo de Narnia, al cual acceden a través de un armario mágico mientras juegan al escondite en la casa de campo de un viejo profesor. En Narnia descubrirán un mundo increíble habitado por animales que hablan, duendes, faunos, centauros y gigantes, a los que la Bruja Blanca (Jadis) ha condenado al invierno eterno. Con la ayuda del león Aslan, el noble soberano, los niños lucharán para vencer el poder que la Bruja Blanca ejerce sobre Narnia en una espectacular batalla y conseguir así liberarle de la maldición del frío.

### El príncipe Caspian (2008)
Se estrenó el 2 de julio de 2008, producida (al igual que la primera) por Walt Disney Pictures y Walden Media. La película fue un éxito, pero obtuvo la mitad de recaudación que la primera. Esto llevó a Disney a abandonar la saga. 
La película fue elegida como la mejor del género Acción-Aventura en los "Teen Choice Awards" 2008.
Dirigida de nuevo por Andrew Adamson y escrita por él mismo, y por Christopher Markus y Steve McFeeley, el reparto estuvo formado por: Georgie Henley, Skandar Keynes, William Moseley, Anna Popplewell, Ben Barnes, Peter Dinklage, Warwick Davis, Vincent Grass, Ken Stott, Pierfrancesco Favino, Sergio Castellitto, Liam Neeson, Alicia Borrachero, Damián Alcázar y Tilda Swinton

### La travesía del Viajero del Alba (2010)
Después de que Walt Disney Pictures abandonara el proyecto de realizar esta película, debido a las bajas expectativas obtenidas con la anterior (Las crónicas de Narnia: el príncipe Caspian), Walden Media cuenta esta vez con 20th Century Fox para la realización de esta película. Su estreno en España se produjo el 3 de diciembre de 2010.
También están confirmadas la aparición de Skandar Keynes como Edmund Pevensie, de Georgie Henley como su hermana Lucy Pevensie, de Ben Barnes como el ahora Rey Caspian X, y del nuevo protagonista Will Poulter como el fastidioso primo Eustace. Michael Apted (director de Amazing Grace, Lipstick y Married in America 1 y 2) reemplaza a Andrew Adamson en la dirección, quien ahora será productor de la película.
Se ha confirmado que Christopher Markus y Stephen McFeely serán los encargados de modificar el guion, junto con Michael Petroni, Richard LaGravenese y Steven Knight.
La música estuvo a cargo esta vez de David Arnold, y no de Harry Gregson-Williams como en las películas anteriores.
La película tuvo un éxito aún menor que las anteriores en Estados Unidos, y recaudó solamente $104M USD ($38M USD menos que Las crónicas de Narnia: el príncipe Caspian). Pero en el resto del mundo obtuvo una recaudación de $310M USD ($32M USD más que la anterior entrega), lo que compensó el fracaso en USA. Teniendo en cuenta el presupuesto con que contó (155M USD), la entrega obtuvo mayores ganancias que la anterior.[cita requerida]

### Proyectos futuros
En un principio, Walt Disney Pictures y Walden Media no descartaban la posibilidad de rodar Las Crónicas de Narnia: El sobrino del mago. Incluso se pudieron ver algunos diseños de un caballo alado (representando a Fresón) en el libro The Crafting of Narnia: The Art, Creatures, and Weapons de Weta Workshop. Pero Disney no se ha mostrado conforme con la recaudación obtenida por la película Las crónicas de Narnia: el príncipe Caspian, que, aún habiendo sido un buen "taquillazo", ha quedado bastante por debajo que su antecesora The Chronicles of Narnia: The Lion, the Witch and the Wardrobe. Esto motivó a Walt Disney Pictures a abandonar la saga; pero 20th Century Fox se alió con Walden Media para adaptar los libros que faltan a la gran pantalla. Así que el proyecto sigue en pie, aunque con un nuevo distribuidor.
En marzo de 2011, Walden Media confirmó, a través de su presidente Michael Flaherty, que la cuarta película sería El sobrino del mago. Sin embargo, en octubre de 2011, Douglas Gresham confirmó que expiró el contrato com Walden Media y los herederos de C. S. Lewis.
En septiembre de 2013 se confirmó que The Mark Gordon Company producirá la cuarta película, pero no será El sobrino del mago, sino La silla de Plata, que es el cuarto libro en el orden de publicación, y el sexto en el orden de la saga.

## Narnia en Disney World
En el más importante parque de atracciones de todo el mundo, Disney World, Narnia también tiene su participación. Una recreación de la Mesa de Piedra (muy similar a la de la película Las crónicas de Narnia: el príncipe Caspian) es el recuerdo que ha quedado grabado en el parque.
En su inauguración, participaron Ben Barnes, el actor que interpreta a Caspian, y Warwick Davis, el actor que interpreta a Nikabrik, junto a William Moseley, Anna Popplewell, Skandar Keynes y Georgie Henley, actores que interpretan a los hermanos Pevensie en las películas.

## El autor

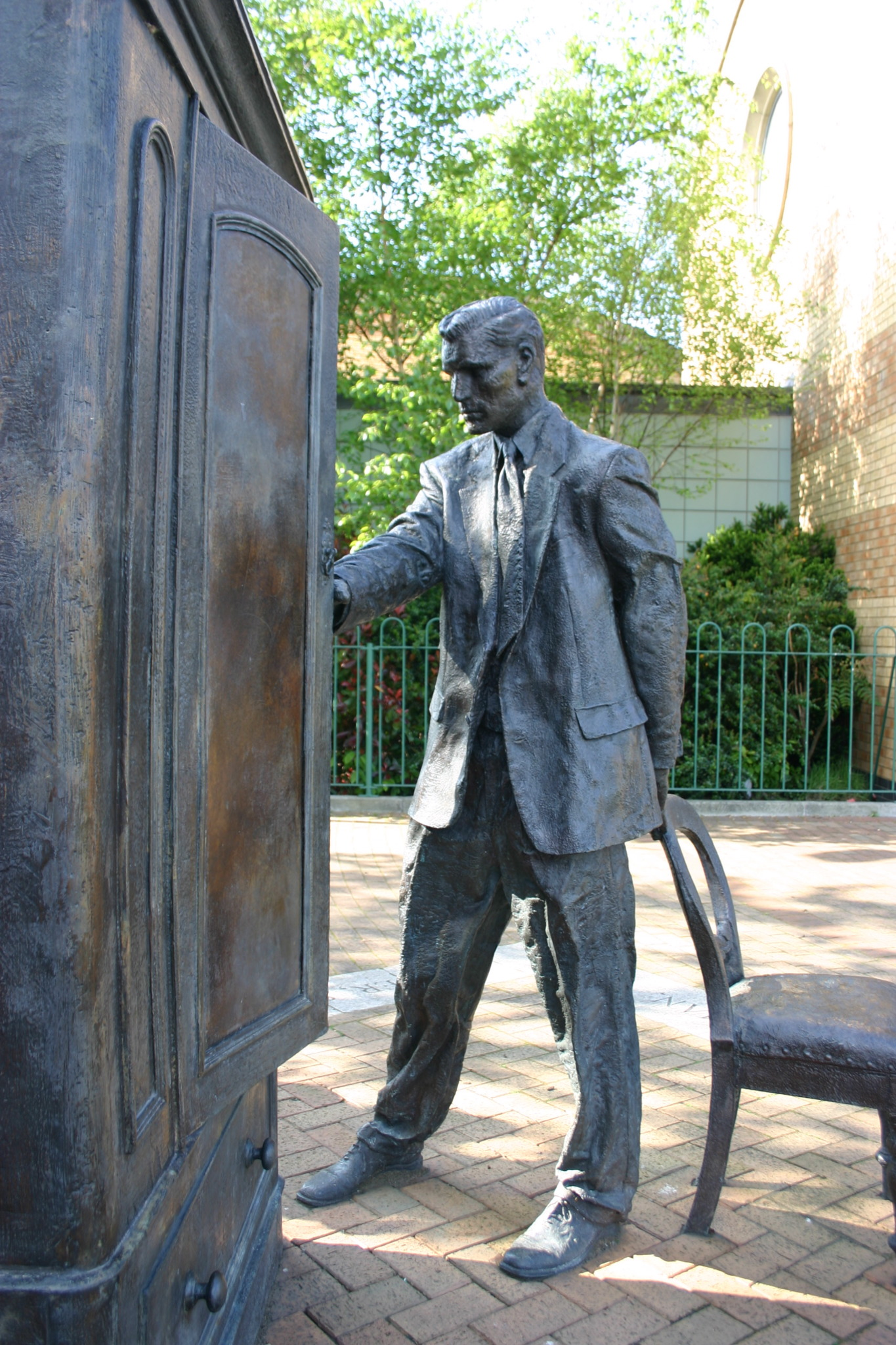
Estatua de C. S. Lewis.

Clive Staples Lewis  (Belfast, Irlanda del Norte, 29 de noviembre de 1898 – Oxford, Inglaterra, 22 de noviembre de 1963), popularmente conocido como C. S. Lewis, y llamado Jack por sus amigos, fue un medievalista, apologista cristiano, crítico literario, académico, locutor de radio y ensayista.
Es considerado como una de las figuras más interesantes del pensamiento inglés del siglo XX. Nació en 1898 y falleció en 1963. Estudió literatura, y se destacó como crítico, novelista, y también por sus escritos morales. Entre 1925 y 1954 se desempeñó como "fellow" y tutor en Magdalen College, Oxford, y en 1954 fue nombrado profesor en la Universidad de Cambridge, en la cual, hasta su muerte, enseñó literatura inglesa medieval y del Renacimiento.
Su cultura literaria, filosófica y teológica fue impresionante, al igual que lo fueron su imaginación y talento de escritor. A estas condiciones se une un profundo cristianismo.
Entre sus textos de crítica están The Allegory of love y la Literatura Inglesa del siglo XVI.
Sus obras más conocidas son sus escritos religiosos y morales, como su estudio sobre "El problema del dolor" (The problem of pain), "Cartas del diablo a su sobrino" (The screwtape Letters), y otras.
Algunos de sus libros abordan temas de ciencia ficción: Out of the Silent Planet es la primera de tres novelas que, además, se destacan por su fuerte sentido cristiano.
Con "El León, La Bruja y El Ropero", Lewis inició una serie de siete libros para niños que reunió bajo el título de "Las crónicas de Narnia". Es una obra en la que resaltan el brillo y talento del autor, junto a una imaginación desbordante y un lenguaje de riqueza extraordinaria.